# 3470 Yaronika
A 3470 Yaronika (ideiglenes jelöléssel 1975 ES) a Naprendszer kisbolygóövében található aszteroida. Nyikolaj Sztyepanovics Csernih fedezte fel 1975. március 6-án.